# Notoxus lustrellus
Notoxus lustrellus är en skalbaggsart som beskrevs av Thomas Casey 1895. Notoxus lustrellus ingår i släktet Notoxus och familjen kvickbaggar. Inga underarter finns listade i Catalogue of Life.